# Волошиновы
Волошины — дворянские роды.
Определением Правительствующего Сената от 14 июня 1876 года, подпоручики Фёдор и Николай Афанасьевичи Волошины утверждены в потомственном дворянском достоинстве, с правом на внесение во вторую часть дворянской родословной книги, по личным заслугам отца их, полковника Афанасия Фёдоровича Волошина, получившего право на дворянство с производством в 1826 году в прапорщики.
- Николай Афанасьевич Волошинов (1854—1893) — военный инженер, полковник Ген. штаба, офицер для особых поручений при штабе Приамурского военного округа, один из инициаторов строительства Сибирской железной дороги[1];
- Фёдор Афанасьевич Волошинов (1852—1919) — генерал от инфантерии[2].

Другой род — потомство статского советника Ипполита и коллежского асессора Виктора Васильевичей Волошиновых (Гербовник, XIV, 156).
- Волошинов, Георгий Ипполитович (1902—1983) — советский архитектор

Род донских казаков — потомки есаула Старочеркасской станицы Волошинова Алексея Ивановича (род. ок. 1757) и его сына, есаула и кавалера ордена Св. Анны 4-й степени, Волошинова Андрея Алексеевича (род. ок. 1794).
- Волошинов, Евгений Андреевич (1881-1918) — войсковой старшина, временный атаман Войска Донского (март-июнь 1917).

## Описание герба
В золотом щите чёрная гора. Поверх неё червлёный зубчатый пояс. На нём накрест два серебряных изогнутых меча вверх.
Щит увенчан дворянским коронованным шлемом. Нашлемник: два золотых орлиных крыла, на каждом в червлёном зубчатом поясе по два скрещённых серебряных изогнутых меча вверх. Намёт: справа чёрный с золотом, слева червлёный с золотом. Щитодержатели: два золотых дракона с повёрнутыми назад головами с червлёными глазами и языками, извергающие пламя. Девиз: «ЧЕСТЬ ДОРОЖЕ ЖИЗНИ» чёрными буквами на золотой ленте.